# Lotus 25
Der Lotus 25 war ein Formel-1-Rennwagen des britischen Herstellers Lotus. Er war das erste Formel-1-Auto mit einem Monocoque und gilt als ein Meilenstein der Rennsportgeschichte, der die Formel 1 revolutionierte. Der 25 war zunächst dem Lotus-Werksteam vorbehalten. 1963 gewann der Werksfahrer Jim Clark mit ihm die Fahrer- und Lotus zugleich die Konstrukteursweltmeisterschaft.

## Konstruktion
Besonderes Merkmal des Lotus 25 war seine Monocoque-Konstruktion. Vergleichbare Konzepte hatten andere Hersteller bereits seit 1950 wiederholt verwirklicht, unter anderem Jaguar mit dem D-Type von 1954 und Marcos mit dem GT von 1959. In der Formel 1 gab es eine solche Konstruktion allerdings bis in die frühen 1960er-Jahre nicht. Lotus-Gründer Colin Chapman übernahm das Konzept des Monocoques nach allgemeiner Ansicht von Marcos; Beobachter sehen eine deutliche konstruktive Ähnlichkeit des Marcos- und der Lotus-Monocoques.
Der Lotus 25 hatte wie der Marcos GT ein Chassis in Schalenbauweise, das allerdings – anders als beim Marcos – nicht aus Sperrholz, sondern aus Aluminium gefertigt war. Das Chassis war mit einem Eigengewicht von 30 kg sehr leicht. Die Karosserie war aus Kunststoff gefertigt. Die Monocoque-Konstruktion bewirkte trotz geringen Gewichts eine sehr hohe Festigkeit des Chassis, die einerseits die Sicherheit erhöhte und andererseits das Fahrverhalten in Kurven verbesserte. Der Motor war in einem Gitterohr-Stahlrahmen eingefasst. Das führte zu einer fast liegenden Sitzposition des Fahrers, die dem Wagen den Spitznamen „Badewanne“ einbrachte und bei Jim Clark zunächst auf wenig Gegenliebe stieß. Das Fahrwerk ähnelte dem des Lotus 24. An der Vorderachse waren die oberen Querlenker als Kipphebel ausgeführt, die die innenliegende Feder- und Stoßdämpfereinheit betätigten, sowie Dreiecksquerlenker unten eingebaut. Die Hinterachse bestand unten aus einem Dreiecksquerlenker sowie doppelten Längslenkern mit außenliegenden Federn und Dämpfern. Dazu kamen eine Zahnstangenlenkung sowie Scheibenbremsen vorn und hinten. Rädergröße: 15 × 5,5 Zoll vorn, 15 × 8 Zoll hinten.
Der 25 wurde im Laufe der Jahre mit unterschiedlichen Motor-Getriebe-Kombinationen eingesetzt. Das Lotus-Werksteam verwendete von 1962 bis 1965 Coventry-Climax-FWMV-Motoren (90°) mit acht Zylindern. Der Hubraum lag bei 1497 cm³. Hieraus entwickelte der Motor 190 PS bei 10.000/min. Zur Kraftübertragung verwendete Lotus ein längs liegendes Fünfganggetriebe von ZF (Typ 5DS10), das an der Hinterachse positioniert war, und eine Zweischeiben-Sintermetall-Kupplung. Die Höchstgeschwindigkeit dieser Version lag bei ca. 250 km/h.
Neben dem Werksteam setzte auch der private Rennstall Reg Parnell Racing zeitweise einen Lotus 25 ein. Das Team fuhr mit einem Achtzylindermotor von B.R.M. (Typ P56) und einem Fünfganggetriebe von Hewland.

## Rennergebnisse in der Formel 1
Lotus behielt den 25 zunächst seinem eigenen Werksteam vor. Erst 1964 gelangte mit Reg Parnell Racing ein Privatteam in den Besitz zweier Lotus 25. Parnell setzte den Wagen nahezu durchgängig bis Frühjahr 1967 ein. Bei anderen Privatteams erschien der Lotus 25 nur vereinzelt.

### Werksteam

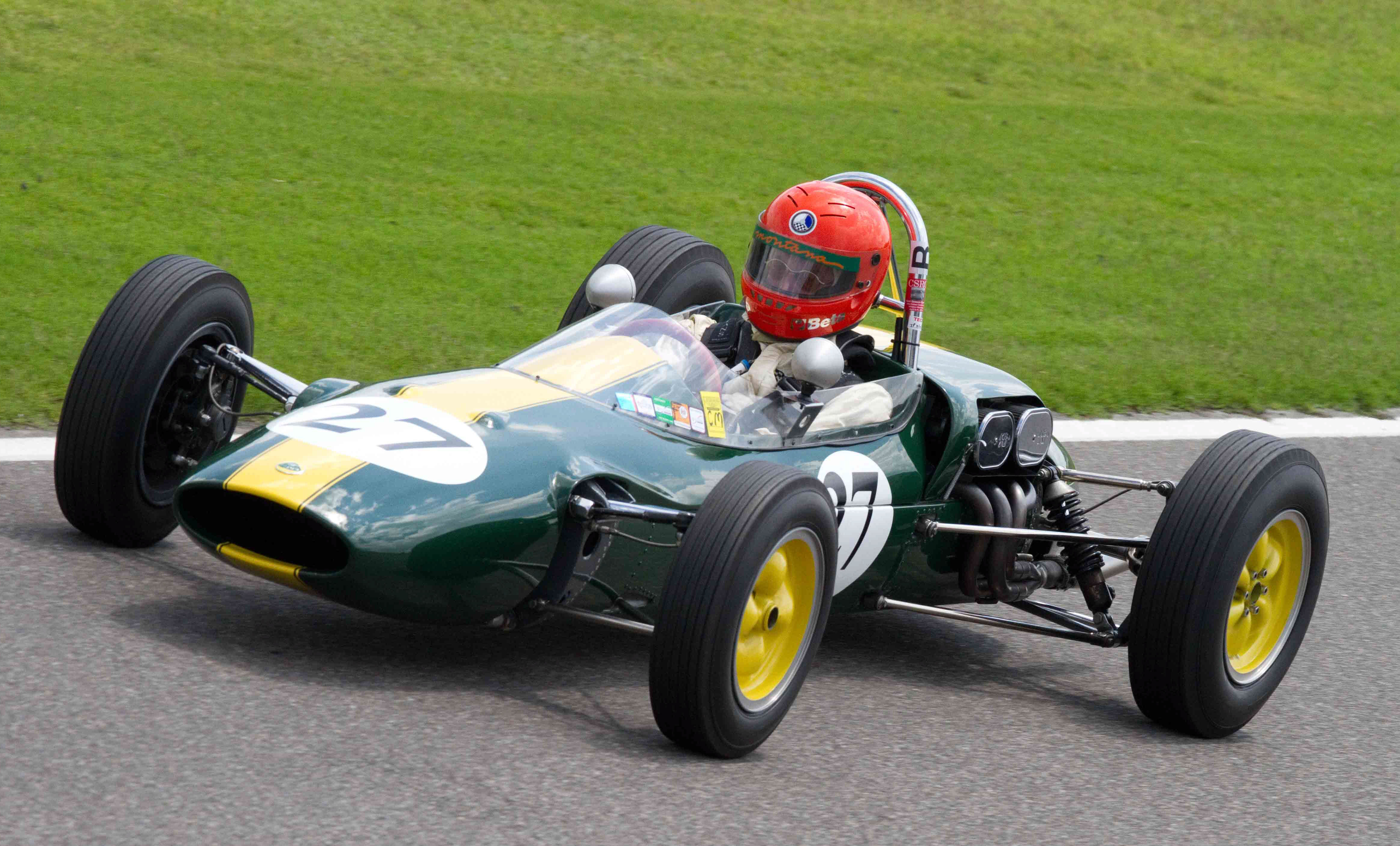
Lotus 25 in der Lackierung des Werksteams (mit nachträglich montiertem modernen Überrollbügel)

#### 1962
Der Lotus 25 debütierte beim ersten Weltmeisterschaftslauf 1962 in den Niederlanden. Zunächst fuhr nur Jim Clark den neuen Wagen, während sein Teamkollege Trevor Taylor einen älteren Lotus 24 einsetzte. Zum Großen Preis von Frankreich war ein zweiter 25 einsatzbereit: Clark erhielt das neue Chassis (R2), während Taylor das zuvor von Clark gefahrene Auto (R1) übernahm.
Beim Renndebüt des Lotus 25 in Zandvoort fiel Clark nach einem langen Zweikampf mit Graham Hill an zweiter Stelle liegend durch einen Kupplungsdefekt aus. Das Rennen zum Großen Preis von Belgien gewann Clark vor Graham- und Phil Hill. Den zweiten Sieg auf einem Lotus 25 holte sich Clark beim Großen Preis von Großbritannien. Sein dritter Sieg folgte beim Großen Preis der USA in Watkins Glen. Am Saisonende wurde Clark mit 30 Punkten hinter Graham Hill Vizeweltmeister und Lotus hinter B.R.M. ebenfalls Zweiter in der Konstrukteursweltmeisterschaft.

#### 1963
1963 gewann die Kombination Clark/Lotus sieben der zehn WM-Läufe und damit sowohl die Fahrer- als auch die Konstrukteursweltmeisterschaft.

#### 1964
Für die Formel-1-Saison 1964 erhielt der Lotus 25 eine geänderte Vorderradaufhängung und 13-Zoll-Räder. Im Sommer des gleichen Jahres wurde das Modell vom Nachfolger Lotus 33 abgelöst. Bis dahin gewann Clark zwei seiner drei Siege in diesem Jahr auf einem Lotus 25.

### Reg Parnell Racing

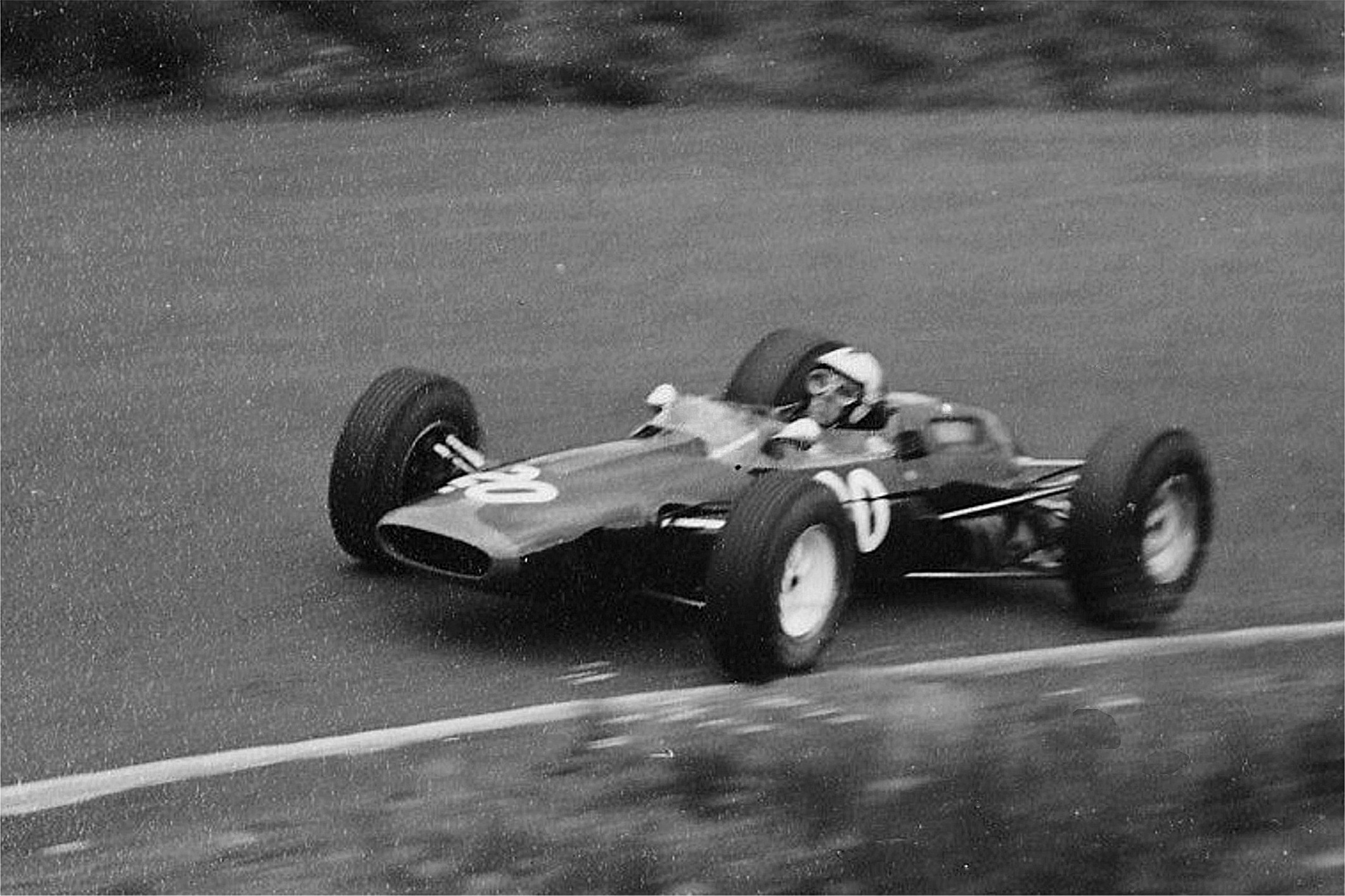
Richard Attwood in Reg Parnells Lotus 25 beim Training zum GP von Deutschland 1965 auf dem Nürburgring

Das britische Privatteam Reg Parnell Racing übernahm Anfang 1964 zwei Lotus 25 und setzte sie bis 1967 in Formel-1-Weltmeisterschaftsläufen ein.
1964 waren Chris Amon und Mike Hailwood Stammfahrer des Teams, bei einem Rennen trat an der Stelle Hailwoods Peter Revson an. Amon wurde Fünfter beim Großen Preis der Niederlande, Hailwood Sechster im Auftaktrennen in Monaco. Abgesehen davon gab es nur noch fünf weitere Zielankünfte, von denen Hailwoods achter Platz in Österreich die beste war. In den übrigen Rennen litt das Team unter der Unzuverlässigkeit des BRM-Motors, die fünfmal zu einem technisch bedingten Ausfall führte.
1965 war Reg Parnell Racing das einzige Team, das noch einen Lotus 25 einsetzte. Das Werksteam war bereits auf den Lotus 33 umgestiegen, der wiederum den Kundenteams zunächst nicht zur Verfügung stand. In diesem Jahr waren mit Richard Attwood und Innes Ireland zwei ehemalige Lotus-Werksfahrer die Stammpiloten für Reg Parnell. Neben ihnen bestritten Chris Amon zwei und Mike Hailwood sowie Tony Maggs jeweils ein Rennen. Es gab in diesem Jahr zehn Zielankünfte für das Team, jedoch nicht in den Punkterängen.
1966 war das erste Jahr der sogenannten Drei-Liter-Formel: Erstmals waren Saugmotoren mit einem Hubraum bis zu 3,0 Liter zugelassen. Parnell stand keiner der neuen Motoren zur Verfügung, sodass das Team die Kombination aus Lotus 25 und BRM-Motor während der gesamten Saison beibehielt. Allerdings bohrte BRM den kleinen Achtzylinder im Laufe des Jahres auf 2,0 Liter Hubraum auf. Parnell erhielt dieses Triebwerk im Frühjahr 1966. In dieser Saison fuhr nur Mike Spence für Reg Parnell. Auch er war ein ehemaliger Lotus-Werksfahrer. Er fiel bei neun Rennen siebenmal aus, zweimal – in den Niederlanden und in Italien – kam er auf Platz fünf ins Ziel.
Für die Saison 1967 erwarb Parnell zwei Vorjahreschassis von BRM. Der inzwischen fünf Jahre alte Lotus 25 wurde in diesem Jahr nur noch zweimal eingesetzt: Beim Auftaktrennen in Südafrika ging Piers Courage mit ihm an den Start, kam aber nicht ins Ziel. In den Niederlanden fuhr Chris Irwin das Auto und belegte den siebten Platz. Das war das letzte Formel-1-Rennen eines Lotus 25.

### Rob Walker Racing
Das britische private Rob Walker Racing Team setzte beim südafrikanischen Rand Grand Prix im Dezember 1965 einen Lotus 25 mit 1,5 Liter großem Climax-Motor für Jo Bonnier ein. Bonnier fiel in der 19. Runde infolge eines defekten Kühlers vorzeitig aus.

## Formel 2
Das siebte und letzte Chassis des Lotus 25 (R7) wurde 1967 entsprechend den Regeln der Formel 2 umgebaut. Es erhielt einen 1,5 Liter großen Vierzylindermotor von Cosworth. Mike Spence fuhr den Wagen bei einigen Rennen für Reg Parnell Racing.